# Otomys typus
Otomys typus är en däggdjursart som beskrevs av Theodor von Heuglin 1877. Otomys typus ingår i släktet Otomys och familjen råttdjur. IUCN kategoriserar arten globalt som livskraftig. Inga underarter finns listade i Catalogue of Life.
Med en kroppslängd (huvud och bål) av 15,5 till 17,8 cm och en svanslängd av 7,7 till 9,2 cm är arten en ganska stor och kraftfull gnagare. Den har 2,5 till 2,7 cm långa bakfötter och 2,0 till 2,5 cm stora öron. Håren som bildar pälsen på ovansidan har flera avsnitt i olika färg vad som ger ett spräckligt brunt utseende med inslag av rött eller orange. Undersidan är täckt av grå päls. Svansens undersida är ljusare än ovansidan. Det stora huvudet kännetecknas av en fåra i de övre framtänderna samt av två fåror i de nedre framtänderna. Antalet spenar hos honor är fyra par. Otomys typus har en diploid kromosomuppsättning med 58 kromosomer (2n=58).
Denna gnagare förekommer med flera från varandra skilda populationer i Etiopien, Kenya och Tanzania. Den lever i bergstrakter och på högplatå som ligger 1800 till 4100 meter över havet. Habitatet utgörs av bergsängar och av hedområden.
Individerna kan vara aktiva på dagen och på natten och de går främst på marken. Antagligen äter arten endast växtdelar. Troligtvis är fortplantningen kopplad till regntiden i områden där en regntid förekommer.